# Turbo acutangulus
Turbo acutangulus is een slakkensoort uit de familie Turbinidae. De wetenschappelijke naam is gepubliceerd in 1758 door Linnaeus in de tiende editie van Systema naturae. 